# RPP21
RPP21 (англ. Ribonuclease P/MRP subunit p21) – білок, який кодується однойменним геном, розташованим у людей на 6-й хромосомі. Довжина поліпептидного ланцюга білка становить 154 амінокислот, а молекулярна маса — 17 570.
| 10         |  | 20         |  | 30         |  | 40         |  | 50         |
| ---------- |  | ---------- |  | ---------- |  | ---------- |  | ---------- |
| MAGPVKDREA |  | FQRLNFLYQA |  | AHCVLAQDPE |  | NQALARFYCY |  | TERTIAKRLV |
| LRRDPSVKRT |  | LCRGCSSLLV |  | PGLTCTQRQR |  | RCRGQRWTVQ |  | TCLTCQRSQR |
| FLNDPGHLLW |  | GDRPEAQLGS |  | QADSKPLQPL |  | PNTAHSISDR |  | LPEEKMQTQG |
| SSNQ       |  |            |  |            |  |            |  |            |

A: Аланін

C: Цистеїн

D: Аспарагінова кислота

E: Глутамінова кислота

F: Фенілаланін

G: Гліцин

H: Гістидин

I: Ізолейцин

K: Лізин

L: Лейцин

M: Метіонін

N: Аспарагін

P: Пролін

Q: Глутамін

R: Аргінін

S: Серин

T: Треонін

V: Валін

W: Триптофан

Кодований геном білок за функцією належить до гідролаз. 
Задіяний у таких біологічних процесах, як процесинг тРНК, ацетилювання, альтернативний сплайсинг. 
Білок має сайт для зв'язування з іонами металів, іоном цинку. 
Локалізований у ядрі.